# 大神宗雄
大神 宗雄（おおみわ の むねお、生没年不詳）は、平安時代初期の貴族。姓は朝臣。官位は従五位下・大監物。

## 経歴
仁明朝の承和5年（838年）第19次遣唐使に録事として随行。翌承和6年（839年）8月に使節一行は楚州で新羅船9隻を雇って、新羅の南海沿いに帰国するが、宗雄の乗船した第6船がいち早く九州に到着したことから、宗雄は遣唐使節の状況について牒状を作成し、大宰府に報告した。翌承和7年（840年）従五位下に叙爵する。
承和13年（846年）大監物に任ぜられるが、仁明朝末の嘉祥元年（848年）阿波守として地方官に転じる。文徳朝末の天安2年（858年）2月に弾正少弼に任ぜられるが、6月には大監物に再任している。

## 官歴
『六国史』による。
- 時期不詳：遣唐録事
- 時期不詳：正六位上
- 承和7年（840年） 正月7日：従五位下
- 承和13年（846年） 3月8日：大監物
- 嘉祥元年（848年） 7月5日：阿波守
- 天安2年（858年） 2月5日：弾正少弼。6月14日：大監物